# 丙烯酸
丙烯酸（acrylic acid，IUPAC: propenoic acid）又稱壓克力酸，是最简单的不饱和羧酸。其化学式为C3H4O2，由一个乙烯基和一个羧基构成。纯丙烯酸是无色澄清液体，具有特殊刺激性气味，可与水、乙醇、乙醚和氯仿互溶。丙烯酸可由炼油厂提炼的丙烯制备；以更廉价的原料丙烷选择性氧化制备丙烯酸的工艺，目前尚待深入研究。
丙烯酸具有羧酸的一般性质，可与醇反应得到相应的酯。常用的丙烯酸酯包括丙烯酸甲酯、丙烯酸丁酯、丙烯酸乙酯和丙烯酸-2-乙基己酯。
丙烯酸及其酯类自身或与其他单体混合后，会发生聚合反应生成均聚物或共聚物。通常可与丙烯酸共聚的单体包括酰胺类、丙烯腈、含乙烯基类、苯乙烯和丁二烯等。这类聚合物可用于生产各式塑料、涂层、粘合剂、弹性体、地板擦光剂及涂料。

## 安全
丙烯酸有很强的刺激性辛辣气味，对皮肤有强烈刺激性及腐蚀性。眼部接触可能会造成无法治愈的角膜烧伤，吸入相当量的蒸汽可能会对呼吸系统造成刺激，导致昏睡或头痛。少量接触危害不大，但高浓度的接触可能会引起肺水肿。